# Mind Games (Fernsehserie)
Mind Games ist eine US-amerikanische Fernsehserie, welche am 25. Februar 2014 ihre Premiere beim Sender ABC feierte. Die Serie besteht aus 13 Folgen in einer Staffel, da der ausstrahlende Sender aufgrund schwacher Quoten, von einer Fortsetzung absah und die Serie bereits nach 5 Folgen aus dem Programm nahm. Dennoch wurden alle Folgen der Serie in Japan und Großbritannien ausgestrahlt.

## Inhalt
Die Serie handelt von zwei Brüdern, die die Firma Edwards And Associates betreiben, welche sich mit psychologischen Manipulationen von Menschen beschäftigt.

## Darsteller und Figuren
- Steve Zahn als Clark Edwards, ein Ex-Psychologieprofessor, der an einer bipolaren Störung leidet und Experte für menschliches Verhalten ist[6]
- Christian Slater als Ross Edwards, ein Trickbetrüger und Clarks Bruder
- Megalyn Echikunwoke als Megan Shane, eine Schauspielerin
- Wynn Everett als Claire Edwards, Ross Edwards’ Exfrau
- Gregory Marcel als Miles Hood, ein ehemaliger Spitzenstudent von Clark
- Cedric Sanders als Latrell Griffin
- Jaime Ray Newman als Samantha „Sam“ Gordon, eine ehemalige Trickbetrügerin
- Katherine Cunningham als Beth Scott, Clarks Freundin